# Foramen de Panizza
Pour les articles homonymes, voir Panizza.
Le foramen de Panizza est une des deux particularités du cœur des crocodiliens. Il a été décrit par Bartolomeo Panizza en 1833.

## Présentation
Comme pour les oiseaux et les mammifères, leur cœur est composé de deux oreillettes et deux ventricules, quatre chambres étanches. Mais chez les crocodiliens, il existe une porosité au niveau des aortes, via ce foramen. Le foramen permet au sang chargé en CO2 qui sort du ventricule droit de pénétrer dans l'aorte droite reliée au ventricule gauche et qui charrie elle le sang riche en O2. Le contrôle de la pression sanguine permet à l'animal de gérer le flux sanguin. Certaines espèces ont même une valve crénelée qui l'empêche. Cette valve est ouverte en plongée, les poumons n'apportant plus d'oxygène. En surface elle est fermée, de manière que le sang riche en dioxygène ne soit pas « pollué » par du sang, dit « vicié », contenant du dioxyde de carbone.
La valve dentée n'est jamais présente à l'éclosion, elle n'apparaît et ne devient fonctionnelle qu'au cours de la puberté.
Le cœur des crocodiliens a longtemps été considéré comme une évolution intermédiaire entre celui des oiseaux, complètement étanche comme chez les mammifères, et le cœur des Autarchoglossa qui est lui plus ou moins divisé. Les amphibiens ne possédant eux qu'un seul ventricule. Mais cette interprétation n'est pas conforme au principe de la théorie de l'évolution, le cœur des crocodiliens cache en fait une adaptation surprenante. Outre de diminuer la résistance à l'écoulement du sang, cette anastomose permet aux crocodiliens d'augmenter, à moindre coût, l'acidité de leur estomac et donc d'augmenter l'efficacité de leur digestion. En effet, un sang plus riche en CO2 facilite la production de H2CO3 dans l'estomac.